# Byczyna (Miastko)
Byczyna (deutsch Bütschen) ist ein Wohnplatz in der Woiwodschaft Pommern in Polen. Er gehört zur Gmina Miastko (Gemeinde Rummelsburg) im Powiat Bytowski (Bütower Kreis). 
Der Wohnplatz liegt in Hinterpommern, etwa 175 km nordöstlich von Stettin und etwa 115 km westlich von Danzig.
Bütschen gehörte bis 1945 zur Stadt Rummelsburg i. Pom., der Kreisstadt des Kreises Rummelsburg in der preußischen Provinz Pommern. Im Jahre 1910 wurden in Bütschen 17 Einwohner gezählt.
1945 kam Bütschen, wie alle Gebiete östlich der Oder-Neiße-Linie, an Polen. Bütschen erhielt den polnischen Ortsnamen „Byczyna“.